# لوك إريكسون
لوك إريكسون (بالإنجليزية: Luke Erickson)‏ هو لاعب هوكي الجليد أمريكي، ولد في 24 ديسمبر 1982 في روزيو في الولايات المتحدة.

## وصلات خارجية
- لوك إريكسون على موقع HockeyDB.com (الإنجليزية)